# Schweiz Grand Prix 1982
Schweiz Grand Prix 1982 var det fjortonde av 16 lopp ingående i formel 1-VM 1982. Detta var det första Schweiz Grand Prix sedan 1954 men också det sista. Eftersom racing var förbjuden i Schweiz sedan 1955, kördes loppet på Dijon-Prenois-banan i Frankrike ca 200 km från den schweiziska gränsen. 

## Rapport
Keke Rosberg låg länge bakom men närmade sig de ledande Renaultbilarna. När René Arnoux' motor exploderade befann sig finländaren på andra plats och närmade sig snabbt Alain Prost. På näst sista varvet kom Prost för långt ut i Bretellekurvan vilket gav Rosberg tillfälle att köra om och ta ledningen och därefter vinna loppet. Vinsten var Rosbergs första och med den tog han ledningen i VM-tabellen när två deltävlingar återstod. 

## Resultat
1. Keke Rosberg, Williams-Ford, 9 poäng
2. Alain Prost, Renault, 6
3. Niki Lauda, McLaren-Ford, 4
4. Nelson Piquet, Brabham-BMW, 3
5. Riccardo Patrese, Brabham-BMW, 2
6. Elio de Angelis, Lotus-Ford, 1
7. Michele Alboreto, Tyrrell-Ford
8. Nigel Mansell, Lotus-Ford
9. Derek Daly, Williams-Ford
10. Andrea de Cesaris, Alfa Romeo
11. Brian Henton, Tyrrell-Ford
12. Bruno Giacomelli, Alfa Romeo
13. John Watson, McLaren-Ford
14. Eliseo Salazar, ATS-Ford
15. Marc Surer, Arrows-Ford
16. René Arnoux, Renault (varv 75, insprutning)

### Förare som bröt loppet
- Eddie Cheever, Ligier-Matra (varv 70, hantering)
- Manfred Winkelhock, ATS-Ford (55, chassi)
- Jean-Pierre Jarier, Osella-Ford (44, motor)
- Jacques Laffite, Ligier-Matra (33, hantering)
- Teo Fabi, Toleman-Hart (31, motor)
- Raul Boesel, March-Ford (31, vattenläcka)
- Rupert Keegan, March-Ford (25, snurrade av)
- Derek Warwick, Toleman-Hart (24, motor)
- Roberto Guerrero, Ensign-Ford (4, motor)
- Patrick Tambay, Ferrari (0, personskada)

### Förare som ej kvalificerade sig
- Chico Serra, Fittipaldi-Ford
- Tommy Byrne, Theodore-Ford
- Mauro Baldi, Arrows-Ford